# 柴郡旗
柴郡旗（Cheshire flag）是英國英格蘭柴郡的旗幟，自2013年4月10日開始使用。柴郡旗的設計是來自於前柴郡議會的旗。其圖案是藍底有三個金黃的麥穗和一把劍。